# Lepanthes teres
Lepanthes teres är en orkidéart som beskrevs av Carlyle August Luer. Lepanthes teres ingår i släktet Lepanthes och familjen orkidéer. Inga underarter finns listade i Catalogue of Life.